# کی‌آی‌ام-۱
کی‌آی‌ام-۱ (مخفف انگلیسی: Keyboard Input Monitor) یک برد مدار چاپی رایانه کوچک بود که بر پایه تراشه ۶۵۰۲ و توسط شرکت ام‌اواس تکنولوژی طراحی و در سال ۱۹۷۶ تولید گردید. این ریز رایانه در زمان خود و به دلیل داشتن قیمت پایین و سهولت گسترش آن، بسیار موفق بود.

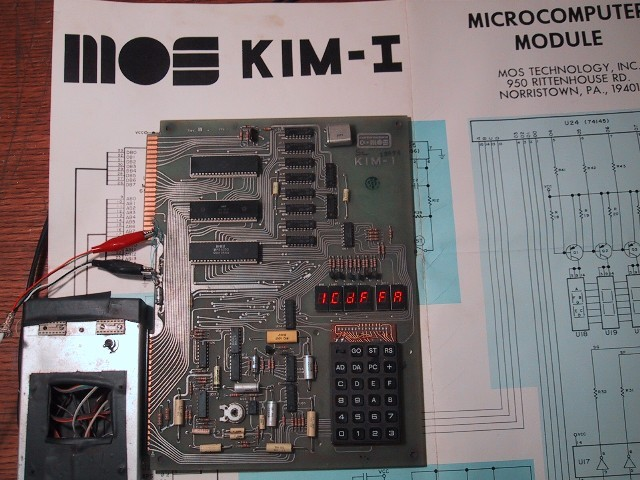
رایانه KIM-1 در حال کار

## تاریخچه
اولین پردازنده شرکت ام او اس تکنولوژی با شماره ۶۵۰۱ قادر بود در مادربوردهای موجود (که با پردازنده موتورولا ۶۸۰۰ کار می‌کردند) استفاده شود. این مورد به کاربران خاص مانند برنامه نویسان و مهندسان اجازه می‌داد بسیار راحت و با سخت‌افزارهای موجود، قادر به ایجاد و راه اندازی سیستم‌های رایانه‌ای باشند. شرکت موتورولا بلافاصله به این موضوع اعتراض و ام او اس تکنولوژی را وادار کرد تا پردازنده ۶۵۰۱ خود را از بازار خارج نماید. تغییر در پین اتصال این پردازنده منجر به تولید تراشه ۶۵۰۲ شد. با توجه به ساختار یکسان تراشه جدید با ۶۵۰۱، نقطه ضعف آن در این بود که هنوز هیچ دستگاهی ساخته نشده بود که کاربران جدید بتوانند به سرعت از قابلیت‌های سی پی یو آن استفاده کنند.
«چاک پدل» سرپرست تیم طراحی پردازنده‌های 650x در شرکت ام او اس تکنولوژی (و یکی از اعضای برجسته تیم طراحی موتورولا ۶۸۰۰)، سیستم KIM-1 را طراحی کرد تا این نقطه ضعف را پوشش دهد. این سیستم در سال ۱۹۷۶ به بازار آمد. در ابتدا این دستگاه قرار بود برای استفاده مهندسان باشد، اما بلافاصله مورد توجه تعداد بسیار زیادی از علاقه‌مندان قرار گرفت. یک سیستم کامل، کمتر از ۵۰۰ دلار برای خریدار هزینه داشت، در حالی که قیمت کیت خالی این سیستم فقط ۲۴۵ دلار بود که کاربر می‌توانست به این کیت یک جعبه تأمین نیرو، یک ترمینال استفاده شده و یک گرداننده نوار کاست نیز اضافه نماید.
کتاب‌های زیادی وجود داشت که شامل نمونه برنامه‌های کوچک زبان اسمبلی برای KIM بود، از جمله می‌توان به کتاب "The First Book of KIM" اثر «جیم باترفیلد» اشاره کرد. یک برنامه نمایشی نیز وجود داشت که KIM را تبدیل به یک جعبه موسیقی می‌کرد، و صدای خروجی آن توسط اتصال بلندگوهای کوچک به سیستم قابل شنیدن بود.
پس از معروف شدن این سیستم، زبان برنامه‌نویسی Tiny BASIC به آن اضافه شد. این برنامه روش آسانی برای اجرا بر روی سیستم داشت. تمام تجهیزات لازم برای دکودینگ ۴ کیلوبایت اول بر روی برد KIM قرار داشت، و کاربران تنها می‌بایست ۴ کیلوبایت تراشه حافظه رم بیشتر بر روی سیستم نصب می‌کردند. قسمت سخت ماجرا بارگذاری برنامه بیسیک از روی نوار کاست بود که حدود ۱۵ دقیقه زمان می‌برد و ممکن بود هنگام بارگذاری با خطا هم روبرو شود.
شرکت «راک‌ول اینترنشنال» ریزرایانه مبتنی بر تراشه ۶۵۰۲ خود را با نام AIM 65 در سال ۱۹۷۸ تولید کرد. این سیستم شامل یک صفحه کلید کامل ASCII، یک نمایشگر ۱۴ قسمتی ال ای دی با قابلیت نمایش حرف و عدد (حداکثر ۲۰ کاراکتر) و یک صندوق کوچک - شبیه چاپگر بود. یک ویرایشگر زبان ماشین نیز به صورت ثابت افزار استاندارد برای AIM در نظر گرفته شده بود که کاربران می‌توانستند تراشه‌های رام را که حاوی اسمبلر و یک مفسر زبان بیسیک مایکروسافت بود، به صورت جداگانه تهیه کنند.
در نهایت شرکت Synertek نیز اقدام به تولید ریز رایانه‌ای با نام SYM-1 نمود که در واقع یک سیستم مابین KIM و AIM بود. این سیستم دارای صفحه نمایش کوچک (مانند KIM) و یک صفحه کلید پرده‌ای ساده ۲۹ کلیدی بود، اما به مانند سیستم AIM درگاه گسترش استاندارد و RS-232 را نیز دارا بود.
مدت کوتاهی پس از معرفی و عرضه سیستم KIM، شرکت ام او اس تکنولوژی توسط کمودور اینترنشنال خریداری و سیستم‌های تولیدی جدید KIM با برچسب CBM به بازار عرضه شدند. در این زمان «چاک پدل» کار بر روی یک مدل بهبود یافته را آغاز کرد که دارای یک صفحه کلید کامل توکار QWERTY، گرداننده نوار کاست و یک نمایشگر سیاه و سفید بود.
نمایشگر این سیستم توسط یک تراشه جدید توکار کنترل می‌شد و این به معنی آن بود که دیگر نیازی به ترمینال خارجی برای سیستم نبود. ثابت افزار رام سیستم گسترش پیدا کرد و شامل یک نسخه بیسیک شد، به‌طوری‌که با روشن شدن دستگاه، بیسیک اتوماتیک بارگذاری می‌شد. نتیجه این تغییرات، تولید رایانه کمودور پی ای تی در سال ۱۹۷۷ بود. این رایانه یکی از سه رایانه خانگی/شخصی افسانه‌ای بود که در آن سال تولید شد. دو رایانه دیگر اپل ۲ و تی‌آراس-۸۰ بودند (اپل ۲ نیز بر پایه تراشه ۶۵۰۲ و TRS-80 بر پایه تراشه زیلاگ زد۸۰ بود)

## توصیف سیستم

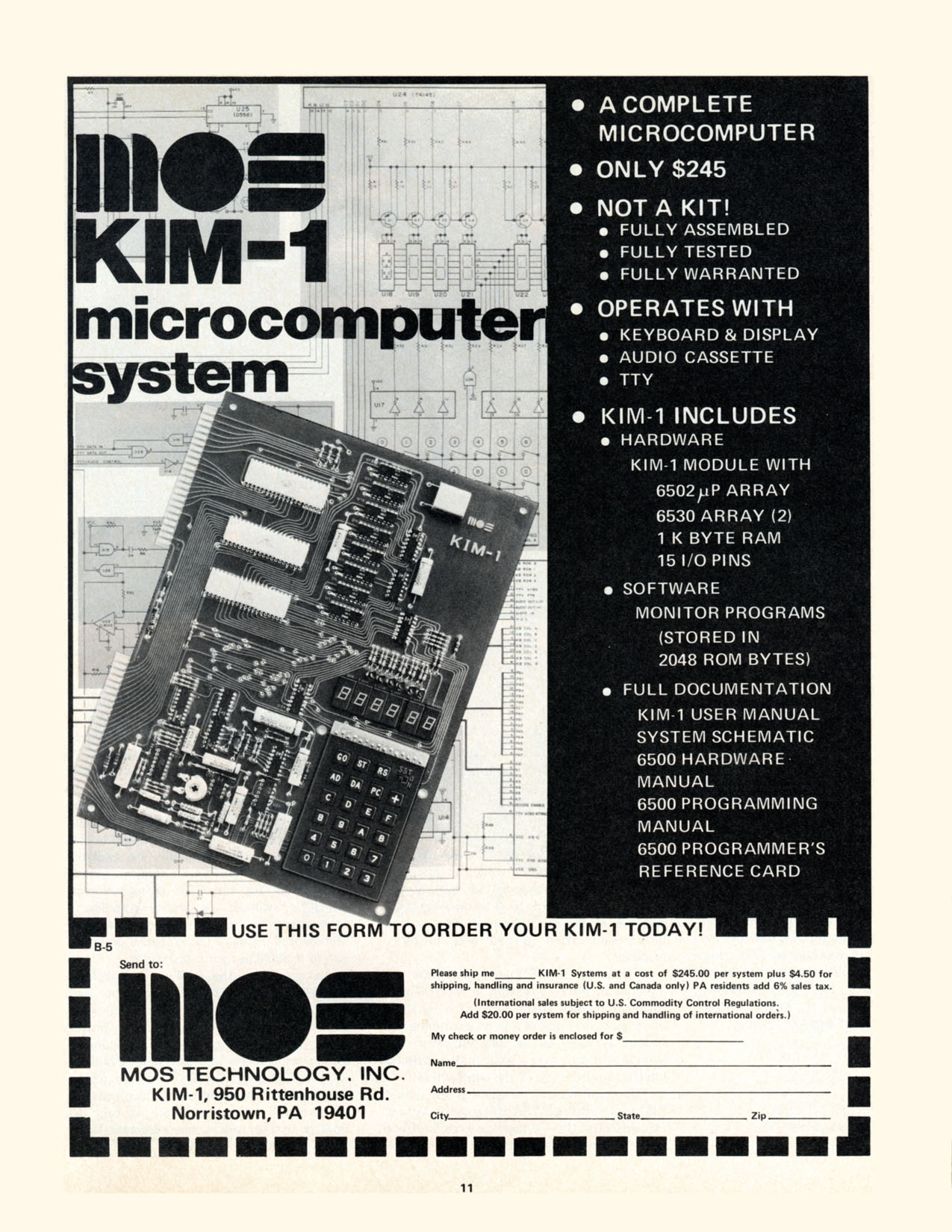
آگهی معرفی ریزکامپیوتر KIM-1 (مه ۱۹۷۶)

این کامپیوتر شامل یک برد مدارچاپی بود که تمام قطعات آن در یک سمت برد قرار داشتند. این برد شامل سه آی سی بود؛ MCS6502 به عنوان سی پی یو و دو تراشه MCS6530 جهت مدیریت رابط کاربری لوازم جانبی و حافظه سیستم. هر کدام از تراشه‌های MCS6530 شامل یک ماسک قابل برنامه‌ریزی، ۸×۱۰۲۴ بایتی رام، ۸×۶۴ بایتی حافظه رم، دو درگاه غیرمستقیم ۸ بیت و یک تایمر داخلی قابل برنامه‌ریزی بودند. کتابچه راهنمای KIM-1 مقدار حافظه رم را ۱ کیلوبایت اعلام می‌کند، اما این سیستم در واقع ۱۱۵۲ بایت حافظه رم داشت. در دهه ۷۰ میلادی میزان حافظه به روش‌های مختلفی بیان می‌شد. بعضی از شرکت‌های سازنده نیمه هادی‌ها میزان حافظه را مثلاً به صورت ۲۰۴۸ در ۸ و گاهی به صورت اعداد بیت نشان می‌دادند (برای مثال ۱۶۳۸۴ بیت). رایانه‌ها دارای گستره حافظه مختلفی بودند (۸ بیت الی ۳۶ بیت)، تعدادی از سازندگان نیز از واژه "کلمه" برای نشان دادن ظرفیت حافظه استفاده می‌کردند، مانند 4K کلمه. آگهی‌های اولیه برنامه نویسان و علاقه‌مندان رایانه از هر دو واژه "کلمه" و "بیت" استفاده می‌کردند. در واقع واژه‌های "۴۰۹۶ کلمه"، "4K کلمه" و "4K بایت" همگی دارای یک معنی بودند. اصطلاح کیلوبایت (KB) در آن دوران استفاده نمی‌شد یا بسیار نامانوس به‌شمار می‌رفت. سیستم KIM-1 در آوریل ۱۹۷۶ در مجله بایت و در آگهی معرفی خود، با عبارات "1K BYTE RAM" و "2048 ROM BYTES" به کاربران معرفی گردید.
این سیستم همچنین شامل ال ای دی ۷ قسمتی (مشابه صفحه نمایش ماشین حساب‌های جیبی) و یک کی پد ۲۴ کلید (شبیه ماشین حساب) بود. تعداد زیادی از پین‌های بخش ورودی/خروجی تراشه‌های ۶۵۳۰ به رابط‌های کنار برد چاپی، متصل بودند. این رابط‌ها نقش درگاه سریال را داشتند که کاربر می‌توانست دستگاه‌هایی مانند Teletype Model 33 ASR و نوار پانچ را به آن متصل و از آن استفاده نماید.
همچنین یکی از رابط‌ها شامل خطوط آنالوگ کانکتور نیرو می‌باشد که می‌شد آن‌ها را به یک ضبط‌کننده نوار کاست متصل کرد.
ریزرایانه‌های اولیه مانند MITS Altair از یک سری سوئیچ در جلوی دستگاه استفاده می‌کردند که از طریق آن‌ها کاربر می‌توانست اقدام به وارد نمودن اطلاعات کند. برای استفاده درست از سیستم، کاربر باید یک برنامه کم حجم با نام "bootstrap loader" را با استفاده از این سوئیچ‌ها وارد سیستم می‌کرد که به عملیات "بوت شدن" مشهور بود. بعد از بارگذاری، امکان استفاده جهت بارگذاری برنامه‌های بزرگتر مانند دستگاه کاغذ خوان پانچ نیز مهیا بود. معمولاً برای بارگذاری یک برنامه کوچک داخل حافظه سیستم، زمانی حدود پنج دقیقه لازم بود و کوچکترین خطا هنگام جابجایی سوئیچ‌ها به این معنی بود که برنامه bootstrap loader ممکن است هنگ کرده و عملیات بوت سیستم با اختلال روبرو شود.

## نمایش ویدئو

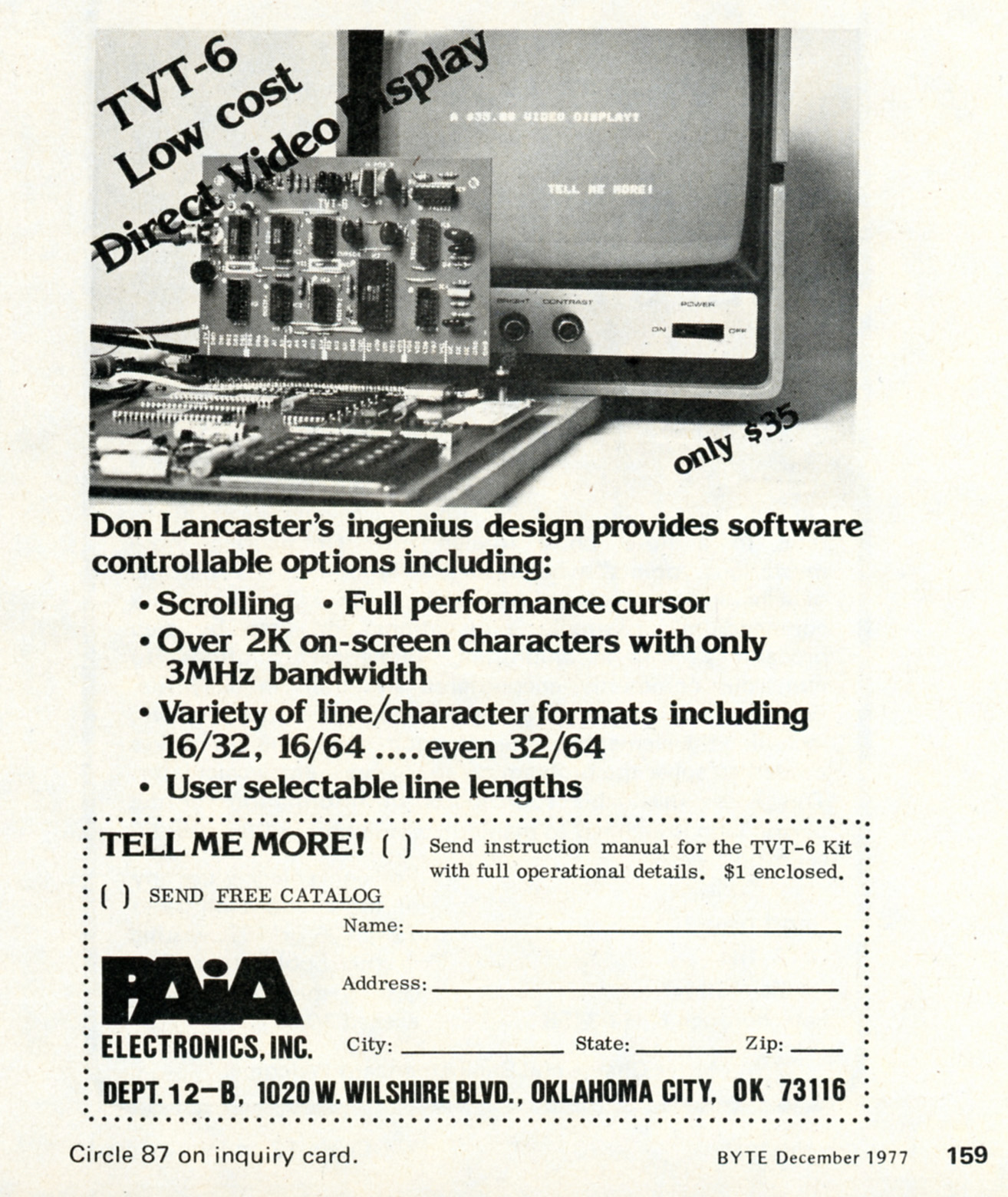
PAiA TVT-6

«دان لانکاستر» طراح «ماشین تحریر تلویزیونی»، یک برد ویدئویی ارزان قیمت برای KIM-1 طراحی کرد که می‌توانست تا ۴۰۰۰ کاراکتر را بر روی نمایشگر یا صفحه تلویزیون نمایش دهد. پیکربندی معمولی آن شامل ۱۶ خط که فقط دارای ۳۲ کاراکتر با حروف بزرگ می‌باشد، بود. این برد فقط ۱۰ آی سی ارزان قیمت داشت و از حافظه سیستم KIM جهت ذخیره صفحه استفاده می‌کرد.
در ژوئیه ۱۹۷۷ خبر پروژه TVT-6 بر روی جلد مجله «پاپیولار الکترونیکز» قرار گرفت. کاربران می‌توانستند کیت کامل را از شرکت «پایا الکترونیکز» به قیمت ۳۴٫۹۵ دلار سفارش داده و تهیه کنند.
«دان لانکاستر» طرح پیشرفته تری از این برد را جهت نمایش رنگ و گرافیک‌های ساده در کتاب خود با نام The Cheap Video Cookbook منتشر کرد.

## مشخصات فنی
- سی پی یو: ام او اس ۶۵۰۲
- دو درگاه لوازم جانبی ورودی/خروجی MCS6530، ۱۰۲۴ x ۸ رام، یک ۶۴ در ۸ حافظه رم و دو درگاه غیرمستقیم ۸-بیت، تایمر قابل برنامه‌ریزی وقفه دار
- ۸ حافظه تراشه ۶۱۰۲ رم ایستا ۱۰۲۴ بایت
- ۶ نمایش‌گر هفت قسمتی ال‌ای‌دی
- کی پد ۲۴-کلید طرح ماشین حساب
- ۲ درگاه سریال
- نمایشگر رابط کاربری ترمینال (TIM)، که وظیفه مدیریت بوت سیستم، کی پد، نمایشگر هفت قسمتی و گرداننده کاست را بر عهده داشت.